# ژوگورتا

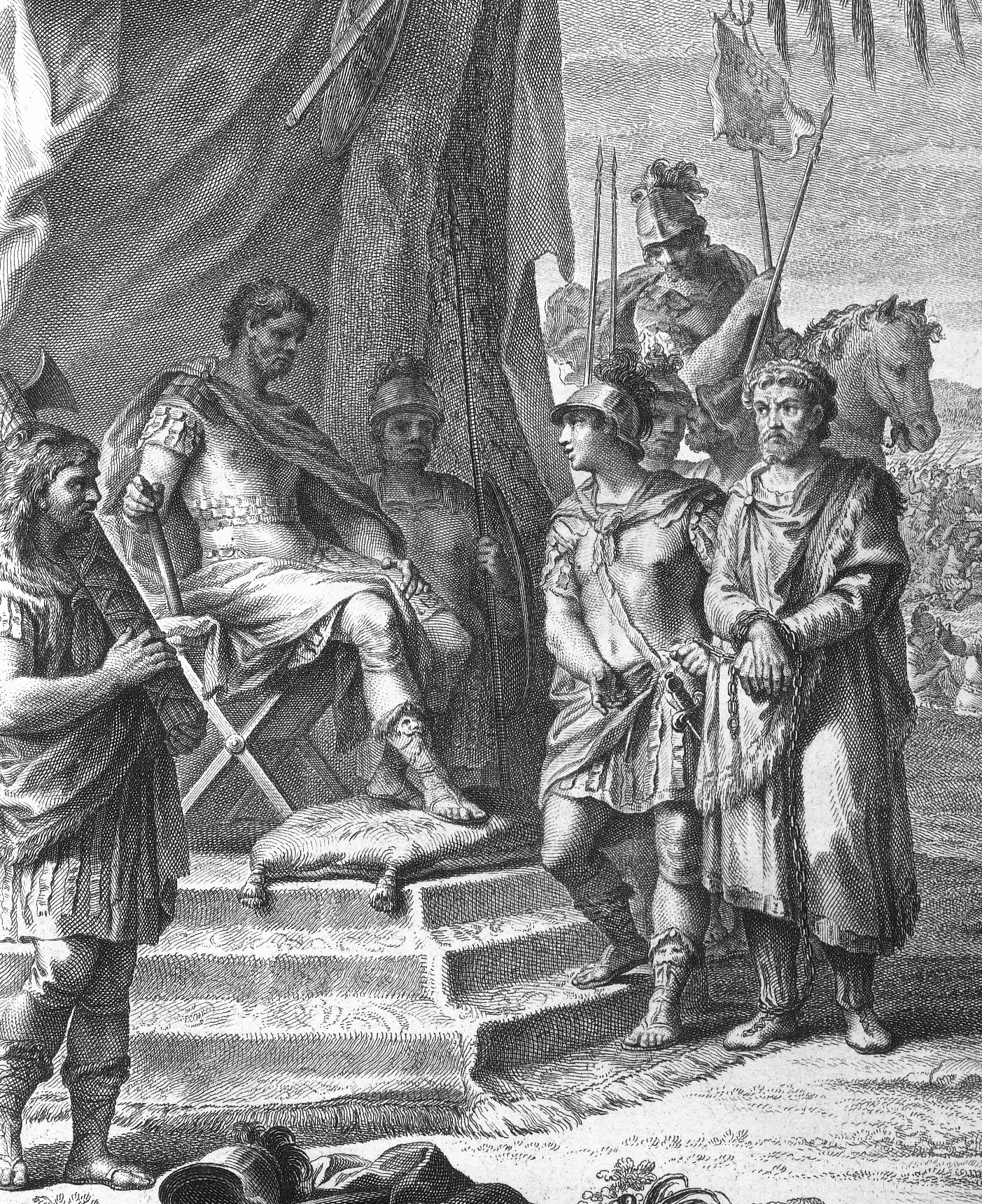

ژوگورتا (Jugurtha) ‏ (ح. ۱۶۰ – ۱۰۴ پیش از میلاد) پادشاه نومیدیا، که مدت‌ها با جمهوری روم جنگید و عاقبت در سال ۱۰۴ (پیش از میلاد) از گایوس ماریوس شکست خورد و اسیر شد و مدتی در زندان بود که از گرسنگی درگذشت.